# Lance Fuller
Pour les articles homonymes, voir Fuller.

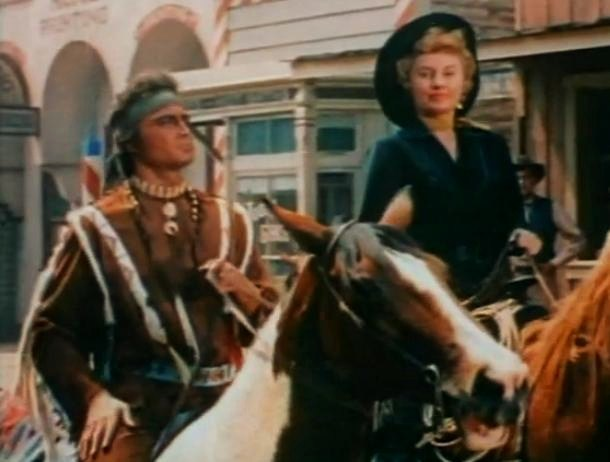
Avec Barbara Stanwyck, dans La Reine de la prairie (1954)

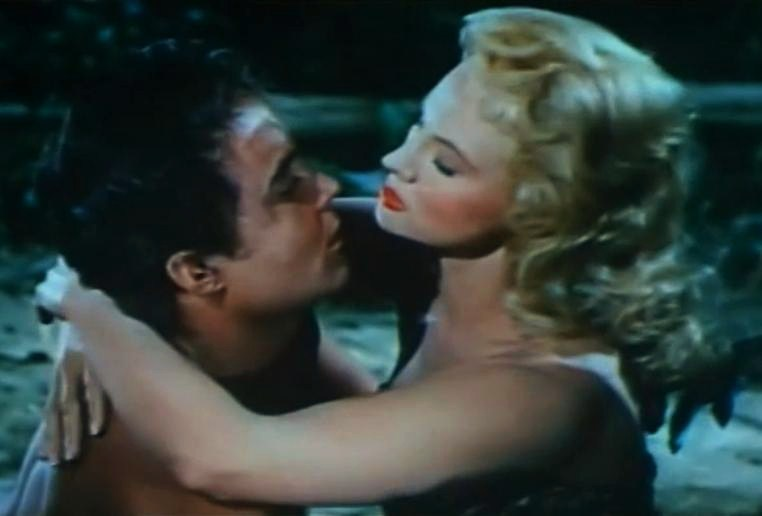
Avec Virginia Mayo, dans Les Perles sanglantes (1955)

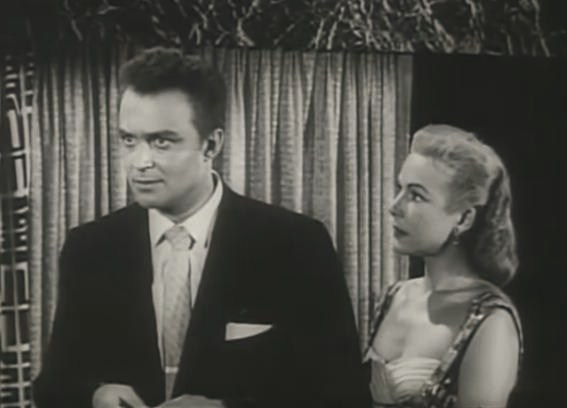
Avec Cathy Downs, dans The She-Creature (1956)

Lance Fuller est un acteur américain, né le 6 décembre 1928 à Somerset (Kentucky), mort le 22 décembre 2001 à Los Angeles (Californie).

## Biographie
Au cinéma, il contribue à trente-sept films américains, depuis Frankenstein rencontre le loup-garou de Roy William Neill (1943, avec Lon Chaney Jr. et Ilona Massey) jusqu'à La Cité des dangers de Robert Aldrich (1975, avec Burt Reynolds et Catherine Deneuve).
Entretemps, actif au grand écran principalement durant les années 1950, il apparaît notamment dans La Reine de la prairie d'Allan Dwan (1954, avec Barbara Stanwyck et Ronald Reagan), Les Survivants de l'infini de Joseph M. Newman et Jack Arnold (1955, avec Faith Domergue et Rex Reason), Le Petit Arpent du bon Dieu d'Anthony Mann (1958, avec Robert Ryan et Aldo Ray) et La Chevauchée des bannis d'André de Toth (1959, avec Robert Ryan et Burl Ives).
À la télévision, Lance Fuller joue dans vingt-deux séries américaines à partir de 1956, dont Maverick (deux épisodes, 1958-1959) et La Quatrième Dimension (un épisode, 1962).
Sa dernière série est Matt Helm, à l'occasion d'un épisode diffusé en 1975, année de son retrait définitif.

## Filmographie partielle

### Cinéma
- 1943 : Frankenstein rencontre le loup-garou (Frankenstein Meets the Wolf Man) de Roy William Neill : un jeune villageois
- 1946 : Nuit et Jour (Night and Day) de Michael Curtiz : un étudiant
- 1952 : Chantons sous la pluie (Singin' in the Rain) de Stanley Donen et Gene Kelly : un « chorus boy »
- 1954 : Le Secret magnifique (Magnificent Obsession) de Douglas Sirk : un patron de bar
- 1954 : Fille de plaisir (Playgirl) de Joseph Pevney : un vendeur de journaux
- 1954 : La Reine de la prairie (Cattle Queen of Montana) d'Allan Dwan : Colorados
- 1954 : Le Chevalier du roi (The Black Shield of Falworth) de Rudolph Maté : un garde
- 1954 : Taza, fils de Cochise (Taza, Son of Cochise) de Douglas Sirk : Lieutenant Willis
- 1955 : La Femme apache (Apache Woman) de Roger Corman : Armand LeBeau
- 1955 : Les Perles sanglantes (Pearl of the South Pacific) d'Allan Dwan : George
- 1955 : Les Survivants de l'infini (This Island Earth) de Joseph M. Newman eet Jack Arnold : Brack
- 1956 : The She-Creature d'Edward L. Cahn : Dr Ted Erickson
- 1956 : Tension à Rock City (Tension at Table Rock) de Charles Marquis Warren : un vacher
- 1956 : Deux Rouquines dans la bagarre (Slightly Scarlet) d'Allan Dwan : Gauss
- 1957 : Voodoo Woman d'Edward L. Cahn : Rick Brady
- 1958 : Le Petit Arpent du bon Dieu (God's Little Acre) d'Anthony Mann : Jim Leslie
- 1959 : La Chevauchée des bannis (Day of the Outlaw) d'André de Toth : Pace
- 1971 : Le Mystère Andromède (The Andromeda Strain) de Robert Wise : rôle non spécifié
- 1974 : Plein la gueule (The Longest Yard) de Robert Aldrich : rôle non spécifié
- 1975 : La Cité des dangers (Hustle) de Robert Aldrich : rôle non spécifié

### Télévision
(séries)
- 1958 : Zorro
  - Saison 1, épisode 24 Le Nouveau Commandant (The New Commandant) de Norman Foster, épisode 25 Le Renard contre le loup (The Fox and the Coyote) de Norman Foster et épisode 26 Adieu, monsieur le magistrat (Adios, Señor Magistrat) de Norman Foster : Alarcón
- 1958 : L'Homme à la carabine (The Rifleman)
  - Saison 1, épisode 9 The Sister : Earl Battle
- 1958-1959 : Maverick
  - Saison 2, épisode 11 Island in the Swamp (1958) : Oliver Offord
  - Saison 3, épisode 5 The Cats of Paradise (1959) : Faro Jack Norcross
- 1959-1961 : Bat Masterson
  - Saison 1, épisode 13 Double Trouble in Trinidad (1959) : Chad Hornsby
  - Saison 2, épisode 31 A Grave Situation (1960) de Franklin Adreon : Powers
  - Saison 3, épisode 16 The Price of Paradise (1961) de Lew Landers : Walker Hayes
- 1960 : 77 Sunset Strip
  - Saison 2, épisode 16 Switchburg : Clyde Amboy
- 1962 : La Quatrième Dimension (The Twilight Zone)
  - Saison 3, épisode 23 Les Funérailles de Jeff Myrtlebank (The Last Rites of Jeff Myrtlebank) : Orgram Gatewood
- 1975 : Matt Helm
  - Saison unique, épisode 2 Le mort parle (Dead Men Talk) de Richard Benedict : Andrews